# Слънчеви понеделници
„Слънчеви понеделници“ (на испански: Los lunes al sol) е испанска драма от 2002 г. на режисьора Фернандо леон де Араноа с участието на Хавиер Бардем, Луис Тосар и Хосе Анхел Егидо.